# Ion Aurel Stoica
Ion Aurel Stoica (Șăulia, 6 maggio 1943 – 7 maggio 1994) è stato un politico romeno.
Membro del Fronte di Salvezza Nazionale (FSN), fu vicino al primo ministro Petre Roman e partecipò ai primi governi che seguirono la rivoluzione romena del 1989 assumendo diversi incarichi ministeriali, nonché la funzione di vice primo ministro (marzo-giugno 1990).

## Biografia

### Sotto il regime comunista
Nato nel villaggio di Șăulia nel distretto di Mureș, sotto la Repubblica Socialista di Romania fu funzionario del Partito Comunista Romeno (PCR) nell'area di Cluj-Napoca. Direttore dell'impresa statale di costruzione di mezzi pesanti nella città transilvana, fu anche segretario incaricato dell'analisi dei problemi economici in seno al consiglio del PCR nel distretto di Cluj.

### Ministro di Petre Roman
In seguito alla rivoluzione romena del 1989 che rovesciò la dittatura di Nicolae Ceaușescu, il 22 dicembre 1989 fu istituito un nuovo organo legislativo provvisorio, il Consiglio del Fronte di Salvezza Nazionale (CFSN), nel quale l'ex quadro del PCR Ion Iliescu fu proclamato presidente. Tra i membri del CFSN, che puntava a varare le prime riforme in senso democratico, figuravano soprattutto politici dissidenti del vecchio regime, intellettuali e militari. Il riconoscimento del CFSN come nuovo organo di potere concesse ai suoi vertici la possibilità di nomina del primo ministro, nonché il controllo dell'esercito e dei mezzi di comunicazione di massa in mano allo stato (carta stampata, radio e televisione).
In una situazione di caos generale, il 26 dicembre Petre Roman fu incaricato del ruolo di primo ministro del nuovo governo provvisorio, mentre il 30 dicembre Stoica entrò nel consiglio dei ministri in qualità di ministro dell'industria delle costruzioni di macchinari. Come ricordato dallo stesso Roman, il nome di Stoica fu suggerito al premier direttamente dal vice primo ministro Mihai Drăgănescu. Nel febbraio 1990 Stoica aderì al nuovo partito fondato da Iliescu, il Fronte di Salvezza Nazionale (FSN), i cui membri costituivano la maggioranza nel CFSN e nel governo. Stoica divenne brevemente uno dei ministri più vicini a Roman e tra i più influenti uomini del governo. Per tale motivo il 28 marzo 1990, insieme ad Anton Vătășescu ottenne la nomina a vice primo ministro, aggiungendosi a Drăgănescu e Gelu Voican Voiculescu, che già rivestivano tale incarico.
Il 20 maggio 1990 si celebrarono le prime libere elezioni dalla caduta del regime, alle quali si registrò un netto successo del FSN di Iliescu. Roman fu confermato alla guida dell'esecutivo, mentre a Stoica fu assegnato il titolo di ministro di stato incaricato della qualità della vita e la protezione sociale. Il 21 febbraio 1991 rassegnò le proprie dimissioni in conseguenza del conflitto sindacale con i dipendenti della sezione di Iași della compagnia pubblica di trasporto ferroviario, la CFR. Al suo posto fu indicato Dan Mircea Popescu. Il 30 aprile dello stesso anno un rimpasto diede vita al governo Roman III, nel quale Stoica rivestì il ruolo di ministro senza portafogli.
In autunno, tuttavia, l'assalto a Bucarest da parte dei minatori provenienti dalla valle del Jiu, passato alla storia con il nome di mineriada del settembre 1991, costrinse Petre Roman alle dimissioni. Nel nuovo governo con a capo l'economista Theodor Stolojan, insediatosi in ottobre e che includeva altre forze politiche oltre al FSN, Stoica fu indicato come ministro per i rapporti con il parlamento.

### Senatore
Nella primavera del 1992 il FSN andò incontro ad una scissione, come risultato dello scontro tra le due correnti del partito, quella guidata dal presidente della repubblica Ion Iliescu, promotore di una linea di lenta transizione all'economia di mercato, e quella dell'ex primo ministro Petre Roman. Iliescu fondò il Fronte Democratico di Salvezza Nazionale (FDSN), mentre la controparte mantenne la sigla originale, con la quale si presentò alle elezioni parlamentari e presidenziali del 1992. Stoica rimase nel FSN, che nel marzo 1993 tramutò il proprio nome in Partito Democratico (PD).
In occasione delle elezioni parlamentari in Romania del 1992, Stoica fu candidato dal partito nel distretto di Iași, ottenendo l'elezione a senatore. Nel corso della legislatura fu membro della commissione difesa, ordine pubblico e sicurezza nazionale. Morì nel 1994 mentre era in carica. Il suo posto in senato fu preso dal collega Vasile Strâmbu, che assunse la funzione il 6 settembre.

## Vita privata
Fu sposato con Mariana Stoica, ambasciatrice della Romania in Israele tra il 2000 e il 2006.